# Findlingsgarten Zitterpenningshagen
Der Findlingsgarten Zitterpenningshagen ist eine Ausstellung von Findlingen im Landkreis Vorpommern-Rügen.

## Lage
Der Findlingsgarten Zitterpenningshagen liegt im gleichnamigen Dorf Zitterpenningshagen, ungefähr 5 Kilometer südlich der Hansestadt Stralsund im Landkreis Vorpommern-Rügen. Er wurde 2006 nach jahrelanger Vorarbeit fertiggestellt. Zu erreichen ist der Garten über die Bundesstraße 96, Abfahrt Teschenhagen und aus Stralsund über Voigdehagen.

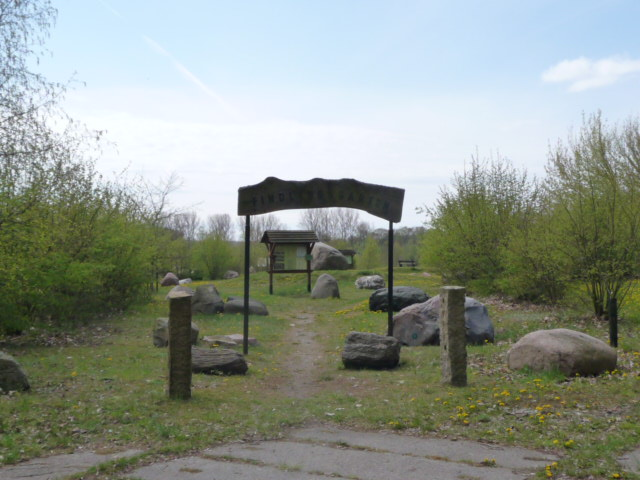
Eingang zum Findlingsgarten

## Der Garten
Der Findlingsgarten beherbergt etwa 32 Findlinge verschiedener Größen, welche durch die letzte Eiszeit durch das Eis hierher transportiert worden sind. Das Eis formte die Landschaft des heutigen Norddeutschen Tieflandes und ließ bei seinem Rückzug zahlreiche Findlinge zurück.
Im Findlingsgarten selbst sind zahlreiche Tafeln aufgestellt, welche Erklärungen über die Findlinge bereithalten. Weiterhin sind auch Tafeln vorhanden, die über den Kiesabbau in der Region Zitterpenningshagen informieren und über die Geschichte des Ortes selbst. Eine weitere Tafel listet die Findlinge auf, welche sich in dem Garten befinden, die Steine selbst sind nummeriert, um die Zuordnung zu erleichtern.
Der größte Findling liegt auf einer kleinen Erhöhung in der Mitte des Findlingsgartens und wiegt 18 Tonnen. Dieses Exemplar sticht aus den anderen Findlingen heraus und besteht aus Granit.
Die meisten Gesteine sind Granite, Quarzite, Amphibolite, Kalksteine und Sandsteine.

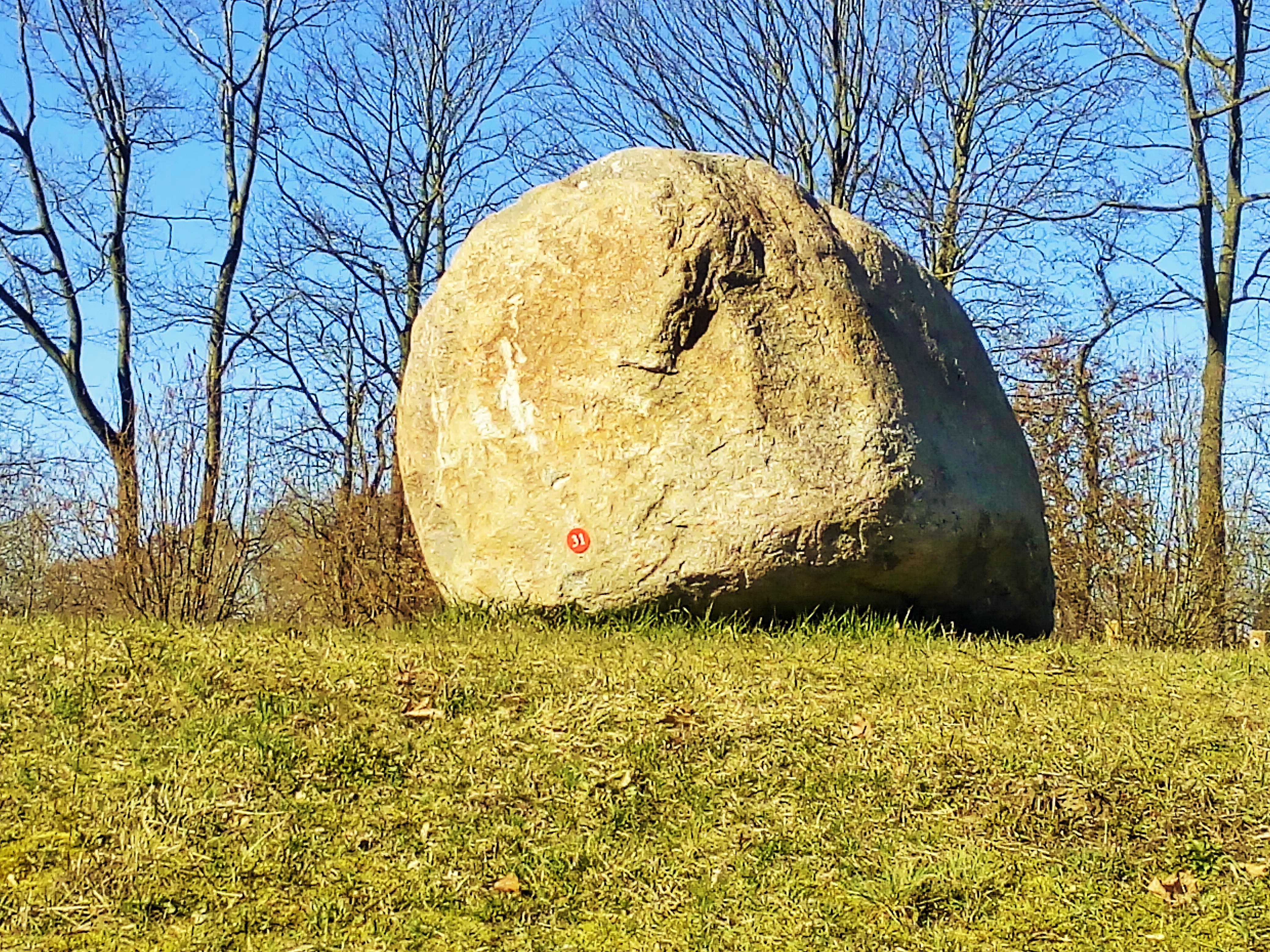
18 Tonnen schwerer Findling

## Liste der Findlinge im Findlingsgarten
Die Liste befindet sich auch auf einer Tafel im Findlingsgarten. Da die Steine nummeriert sind, kann man anhand dieser Tabelle die Steine zuordnen. Nicht alle Steine können im Einzelnen mit dem genauen Alter belegt werden. Das Alter der Gesteine sind von Geologen geschätzte Angaben.
| Nr | Art des Gesteine                                | Herkunft                 | Alter in Millionen Jahren |
| -- | ----------------------------------------------- | ------------------------ | ------------------------- |
| 1  | Quarzit                                         | Skandinavien             |                           |
| 2  | Amphibolit                                      | Skandinavien             |                           |
| 3  | Migmatit                                        | Skandinavien             |                           |
| 4  | Granit (Gletscherschliff)                       | Skandinavien             |                           |
| 5  | Granit (grobkörnig)                             | Skandinavien             |                           |
| 6  | Granit (grobkörnig)                             | Skandinavien             |                           |
| 7  | Granit mit Einschlüssen                         | Uppland / Schweden       | ~ 1700–2000               |
| 8  | Granit, pegmatitisch                            |                          |                           |
| 9  | Granit                                          |                          |                           |
| 10 | Granit schwarz / weiß                           | Uppland / Schweden       | ~ 1700–1900               |
| 11 | Sandstein mittel / grobkörnig                   | Bornholm                 | ~ 570                     |
| 12 | Rapakivi-Granit, mit großen Feldspäten          | Aland-Inseln             | ~ 1350                    |
| 13 | Kalkstein mit Korallen, Gletscherschrammen      | Gotland, Öland           | ~ 443 – 417               |
| 14 | „Kugel“ Sandstein, mit kugeligen Absonderformen | unbekannt                | ~ 34 – 24                 |
| 15 | Rapakivi – Granit                               | Ǻland – Inseln           | ~ 1700                    |
| 16 | Granit                                          | Skandinavien             |                           |
| 17 | Granit, mit Gletscherschliff                    | Skandinavien             |                           |
| 18 | Granit, schwarz – weiß / ? Sala – Granit        | Schweden                 |                           |
| 19 | Granit, mit Gletscherschliff                    | Skandinavien             |                           |
| 20 | Granit, pekmatitisch                            | Skandinavien             |                           |
| 21 | Diabas, mit „Augitnestern“ / ? Kinne – Diaba    | Västergötland / Schweden | ? ~ 250                   |
| 22 | Granitporphyr ?                                 | Skandinavien             |                           |
| 23 | Granitporphyr                                   | Skandinavien             |                           |
| 24 | Porphyr                                         | Skandinavien             |                           |
| 25 | Granitgneis                                     | Skandinavien             |                           |
| 26 | Augengneis                                      | Skandinavien             |                           |
| 27 | Granatgneis, Gneis                              | Skandinavien             |                           |
| 28 | Migmatit                                        | Skandinavien             |                           |
| 29 | Amphibolit                                      | Skandinavien             |                           |
| 30 | Quarzit, quarzitischer Sandstein                | Skandinavien             |                           |
| 31 | Granit                                          | Skandinavien             |                           |
| 32 | Flint (Feuerstein)                              | Ostsee                   | ~ 72 – 65                 |

## Biotop
An den Findlingsgarten selbst schließt sich ein Biotop mit Rundweg an. Zahlreiche Pflanzenarten sind dort zu finden, auch ist dieses Biotop sehr reich an Pilzen. In der Mitte des Biotops befindet sich ein kleiner Tümpel, welcher aber mittlerweile schon stark zugewachsen ist. Kurz nach der Eröffnung des Findlingsgartens wurde dort auch ein Insektenhotel aufgestellt.

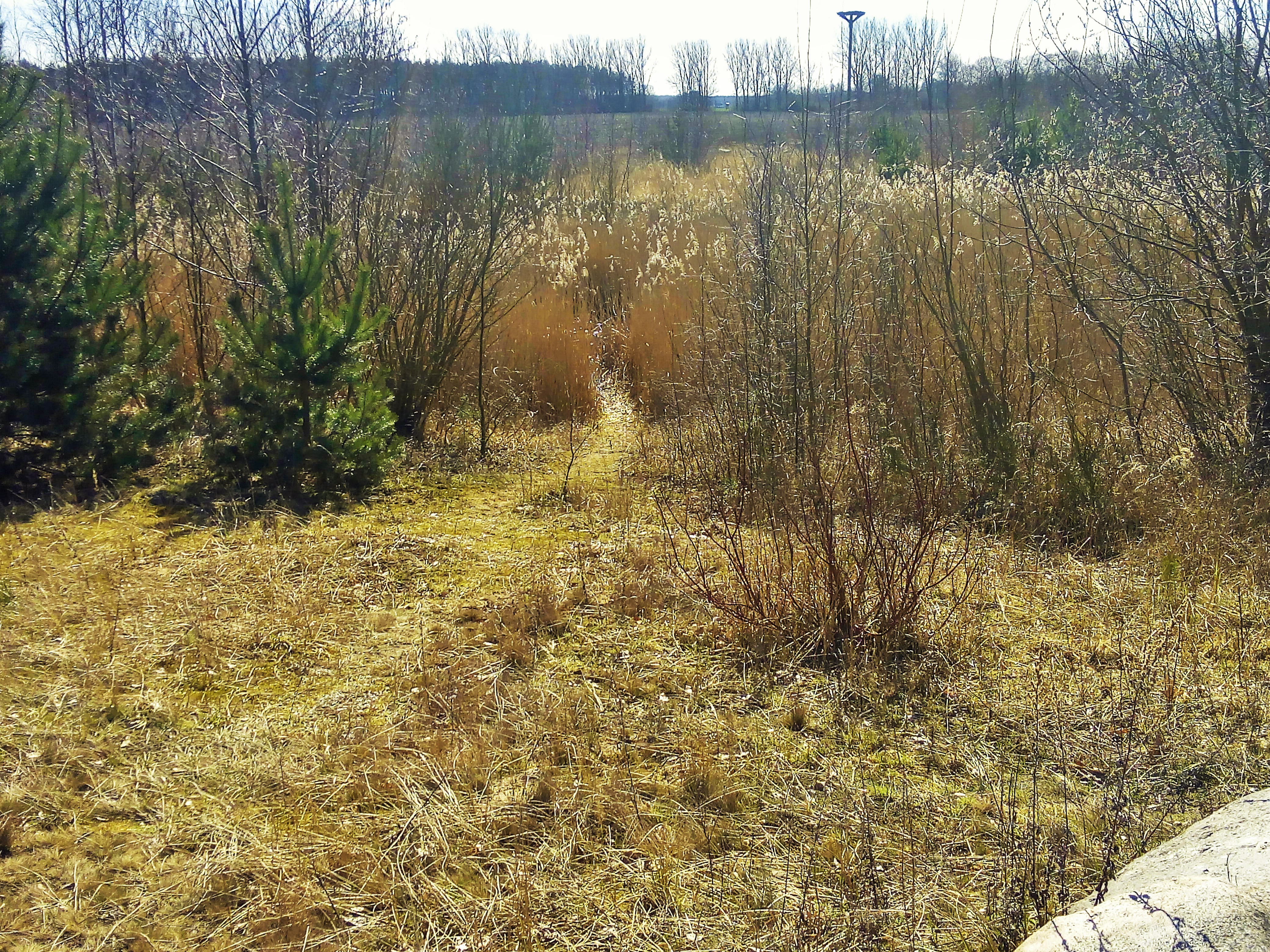
Pfad zum Rundweg im Biotop

## Initiatoren und Beteiligte

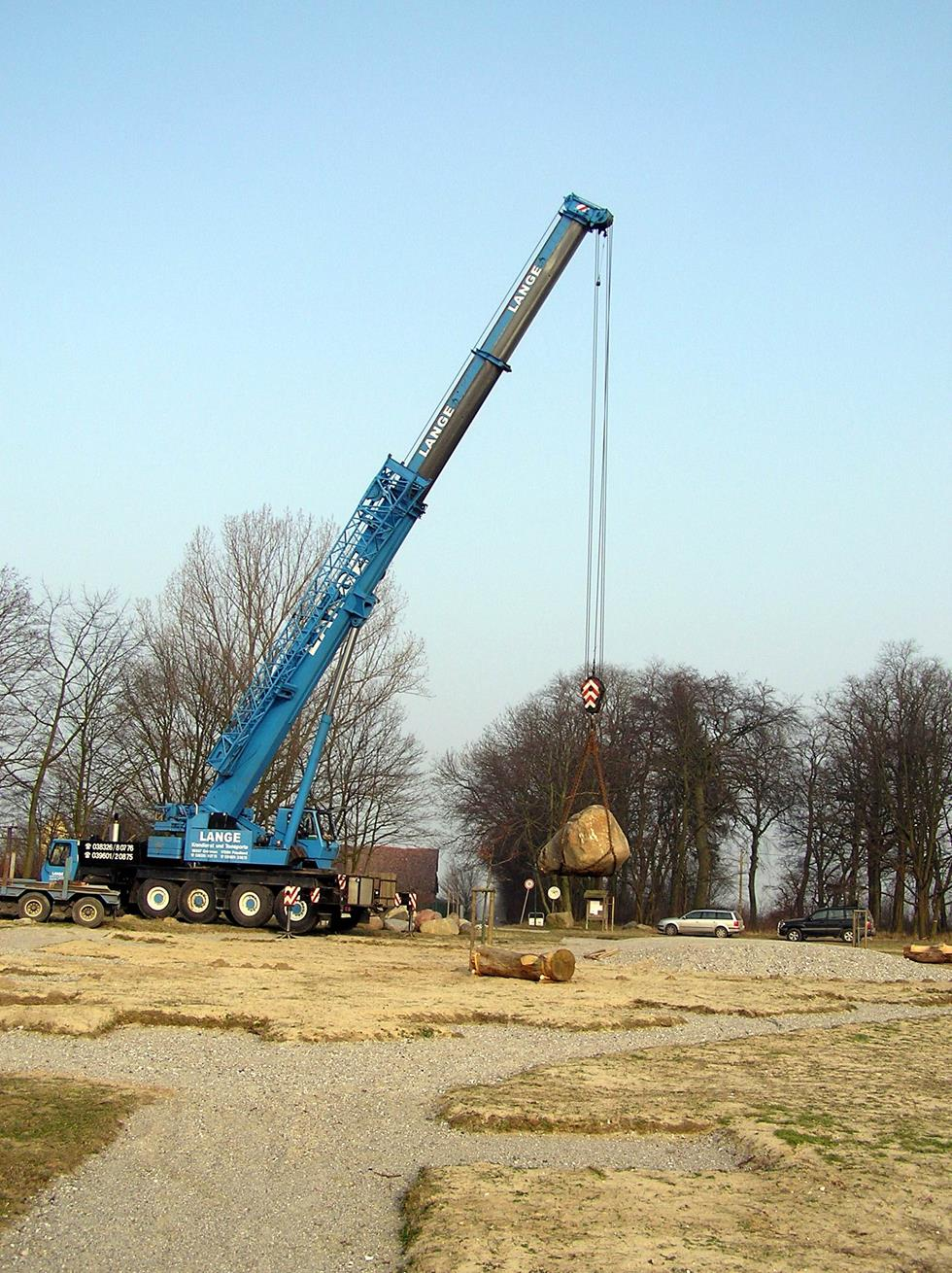
Aufbau des Findlingsgartens 2006. Hier der 18 Tonnen schwere Granitstein installiert.

Initiator des Findlingsgartens sind der Diplom-Ingenieur Wolfgang Mamat, der Landwirt Aurel Hagen und die Gemeinde Wendorf. Zahlreiche weitere Firmen waren an dem Aufbau des Findlingsgartens beteiligt. So wurde der 18 Tonnen schwere Granitstein auf dem Acker „Ground Zero“ von Aurel Hagen gefunden und zum Findlingspark transportiert. Weiter wurde der Platz des Findlingsparkes durch den Landwirt Aurel Hagen zur Verfügung gestellt. Unter Beteiligung des Amtes Niepars wurden die Tafeln aufgestellt und Wege aus Kies angelegt.